# Фенольна
Фено́льна — пасажирська та вантажна залізнична станція Лиманської дирекції Донецької залізниці на лінії Костянтинівка — Ясинувата між станціями Скотувата (13 км) та Кривий Торець (10 км). Розташована в селищі Нью-Йорк Торецької міської громади Бахмутського району Донецької області, за 7 км від міста Торецьк та за 42  км від Донецька.

## Історія
Станція відкрита 1872 року. 
У безпосередній близькості до сучасної станції у 1916 році зведено фенольний завод «Інкор і Ко».

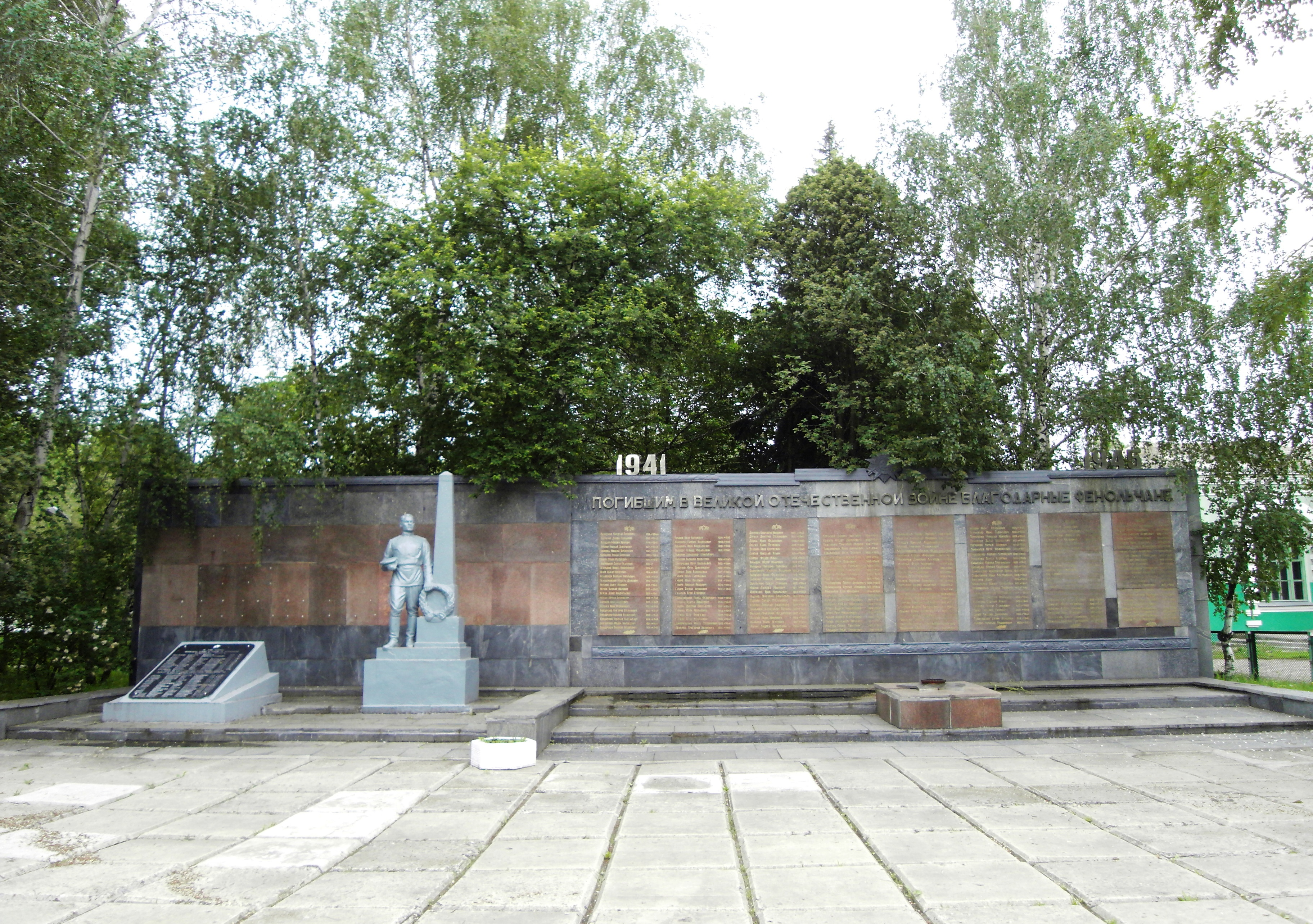
Пам'ятник на братській могилі борців за радянську владу, працівників міліції, члена ревкому, радянських воїнів — площа станції Фенольної

## Пасажирське сполучення
На станції зупиняються лише приміські поїзди.
У зв'язку з бойовими діями з 2014 по 2019 роки станція Фенольна була кінцевою для всіх поїздів з боку Краматорська. У напрямку станцій Донецьк та Ясинуватої залізничний рух тривалий час був припинений.У грудні 2019 року приміське пасажирське сполучення в бік Ясинуватої було подовжене до станції Скотувата, після чого Фенольна перестала бути кінцевою залізничною станцією підконтрольної українській владі території Донеччини. 
Станція сполучає Торецьк з містами Ізюм,  Краматорськ, Костянтинівка, Лиман, Лозова, Слов'янськ.